# Onthophagus tricornis
Onthophagus tricornis là một loài bọ cánh cứng trong họ Bọ hung (Scarabaeidae).